# No Carrots for the Rehabilitated
No Carrots for the Rehabilitated är Randys debut-EP, utgiven av Dolores Recordings 1993.

## Låtlista[1]
1. "The Guide to Jucidous Thinking"
2. "Cup of Chore"
3. "Ostrich Behavior"
4. "Robot Joe"
5. "Lily of the Valley"
6. "Zoolou"